# ベニコンゴウインコ

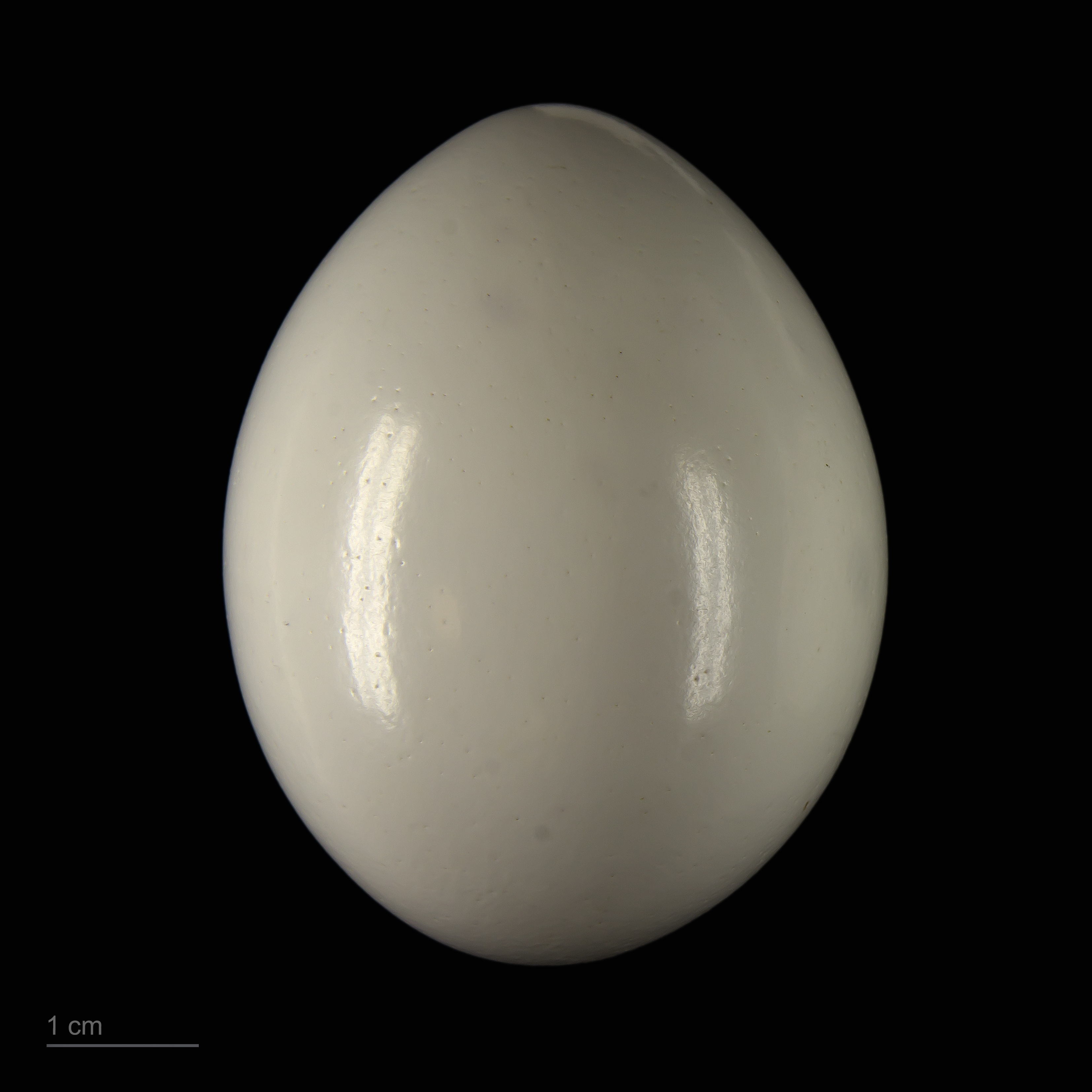
Ara chloropterus

ベニコンゴウインコ（学名：Ara chloropterus、英名：Green-winged macaw または Red-and-green macaw）は、オウム目ヨウム科に分類される鳥類の一種。
その赤を主とした羽毛の色彩からしばしばコンゴウインコ（Ara macao）と取り違えられる。 ベニコンゴウインコの胸も明るい赤だが、翼の下部の羽根は緑である。さらにベニコンゴウインコは、コンゴウインコでは裸皮の点線は白い細かい僅かな羽毛で目立たないのであるが、ベニコンゴウインコの目の回りの裸皮は、小さな羽根の列によって形作られる特徴的な赤いラインを持つ。大型のコンゴウインコの仲間では最もポピュラーな存在で、最大のコンゴウインコ属（Ara genus）の鳥であり、南アメリカ北部の森林に広く分布している。しかし他の種類のコンゴウインコ同様に、居住環境の破壊とペット取引のための違法な捕獲によって著しい個体数の減少が近年続いている。

## 解説
コンゴウインコは一見ベニコンゴウインコに似ているが、目の回りのラインが無く、両方の翼に黄色い縞が入っている。コンゴウインコ属の飼い主や専門家の中にはベニコンゴウインコのことを”優しい巨人”と呼ぶものもある。コンゴウインコやルリコンゴウインコよりも大きな体にもかかわらず、これらのより一般的な種類の鳥よりも、ペットとしてより望まれるおとなしい性質を備えているからである。ベニコンゴウインコは大きさにおいてスミレコンゴウインコ（Hyacinth Macaw）に劣るだけで、コンゴウインコ属では最大の鳥である。その翼長は125cmにまで達することがあり、体長は100cmにまで達する。健康な成体の体重は1,250gから1,700g前後である。飼育下における平均的な寿命はおよそ50年から60年であるが、80年以上生きた個体が確認されており、100年以上生きると主張する人々もいる。

## 強力な嘴
ベニコンゴウインコはコンゴウインコ及びインコ科の中で最も強力な嘴を持ち、14MPa（2000psi）もの圧力を生み出すことができる。そしてこの嘴で箒の柄も真っ二つにすることができる。この強力な嘴はオウム目の鳥は固いナッツや種ですら砕いたり割ったりすることができるように作られている。

## 参照
1. ↑  “アーカイブされたコピー”. 2008年1月9日時点のオリジナルよりアーカイブ。2008年1月30日閲覧。